# Nándor Orbán
Nándor Orbán (* 10. Februar 1910 in Kecskemét; † 10. Februar 1981 in Budapest) war ein ungarischer Moderner Fünfkämpfer.
Orbán nahm an den Olympischen Sommerspielen 1936 in Berlin teil, wo er den fünften Rang belegte. Dabei stellte er in der Teildisziplin 300 Meter Freistil mit einer Zeit von 4:23,4 min einen neuen olympischen Rekord auf.